# Samões
Samões é uma povoação portuguesa sede da Freguesia de Samões do Município de Vila Flor, freguesia com 13,55 km² de área e 338 habitantes (censo de 2021), tendo, por isso, uma densidade populacional de 24,9 hab./km².

## História
Na área desta freguesia deteve a Ordem de Malta importantes bens, razão pela qual o brasão de armas, ostenta, em chefe, a cruz oitavada daquela importante e antiquíssima Ordem Religiosa e Militar.

## Demografia
A população registada nos censos foi:
| Distribuição da População por Grupos Etários | Distribuição da População por Grupos Etários | Distribuição da População por Grupos Etários | Distribuição da População por Grupos Etários | Distribuição da População por Grupos Etários |
| -------------------------------------------- | -------------------------------------------- | -------------------------------------------- | -------------------------------------------- | -------------------------------------------- |
| Ano                                          | 0-14 Anos                                    | 15-24 Anos                                   | 25-64 Anos                                   | > 65 Anos                                    |
| 2001                                         | 56                                           | 53                                           | 224                                          | 80                                           |
| 2011                                         | 39                                           | 30                                           | 197                                          | 72                                           |
| 2021                                         | 45                                           | 26                                           | 162                                          | 105                                          |

## Património
- Villa Julia

## Personalidades ilustres
- Barão de Samões